# دروسکینینکای
دروسکینینکای (به بلاروسی: Дру́скенікі) در لیتوانی با جمعیت ۱۸٬۲۳۳ نفر است که در شهرستان آلیتوس واقع شده‌است.